# Religiozita

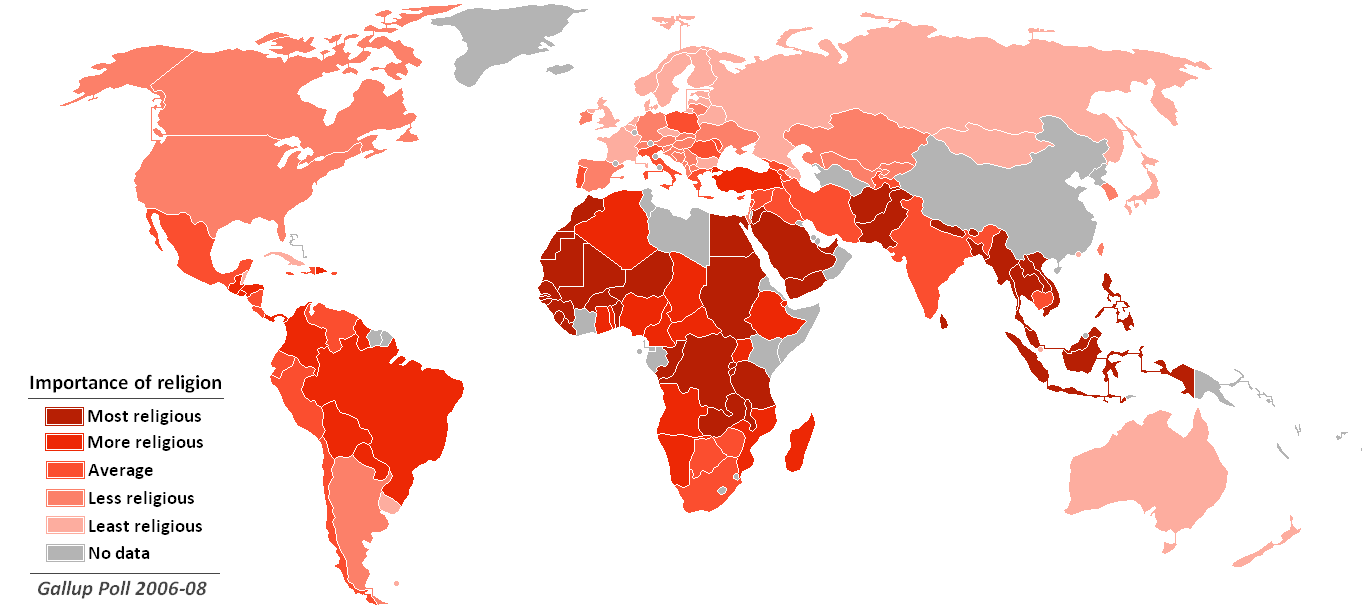
Mapa, znázorňující význam náboženství v jednotlivých zemích podle Gallupova institutu, rok 2008

Religiozita (angl. religiosity) znamená česky „zbožnost“, víru v pravost či pravdivost náboženství a sílu této víry. Může být také charakterizovaná jako náboženské přesvědčení obecně, udané svou mírou či zaměřeností ke konkrétní církvi, odrážející se v každodenním chování a praxi jednotlivce. Nemusí však jít jen o „pozitivní“ osobnostní rys, například psycholog Jean Decety tvrdí, že pro religiózní jedince je charakterističtější větší egoismus. Válka traumaticky zvyšuje religiozitu.
Religiozita je přeneseně také sociologický termín, který určuje podíl věřících na celkovém počtu lidí zkoumané oblasti. Téměř všechny státy mají tento podíl vyšší než 50 %, tj. většina lidí je věřících. Mnoho islámských států (jako Saúdská Arábie, Írán či Súdán) udává dokonce stoprocentní či téměř stoprocentní podíl věřících. Naopak Česká republika se s přibližně 30 procenty (v roce 2001 podle ČSÚ 32,2 % ) řadí k nejateističtějším státům světa.
S religiozitou může souviset prožívání spirituální zkušenosti. Studie realizovaná v České republice poukázala vyšší spiritualitu mezi ženami a mezi vdovami a vdovci. S věkem také koreluje zvýšený výskyt spirituální zkušenosti. Jako omezení vzorku je ale konstatován nedostatečný počet věřících respondentů, což je právě důsledek realizace výzkumu na reprezentativním vzorku populace v sekulárním prostředí.

## Religiozita podle náboženství

### Křesťanství
Křesťanství pochází z Judeje, ale během staletí se rozšířilo téměř do celého světa. Dnes na světě žijí asi dvě miliardy křesťanů.

#### Katolicismus

Katolicismus ve světě

Katolicismus je rozšířen v západní Evropě (kromě oblastí, převážně germánských, kde převládá protestantství), zvláště silný je v Itálii či Polsku. V podstatě stoprocentní podíly má v Latinské Americe.

#### Protestantství
Protestantství se odštěpilo od katolicismu ve středověku, pod vlivem učení reformátorů jako Mistra Jana Husa, Johna Wycliffa či Martina Luthera. Leckde, například v Čechách, ho však zahubila protireformace. Dnes má většinu v severním a středním Německu, nizozemsky mluvících oblastech, ve Skandinávii, v Anglii či v Severní Americe.

#### Pravoslaví

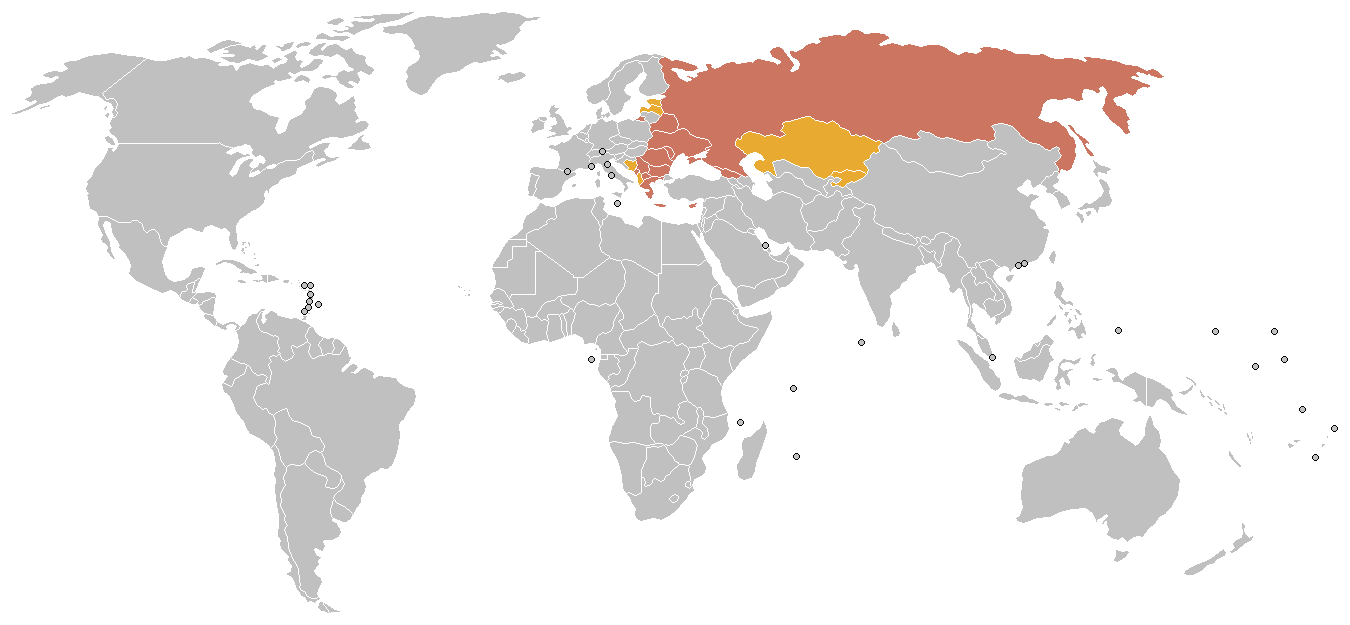
Pravoslaví ve světě

Pravoslaví se oddělilo od katolictví již roku 1054. Má stabilní pozici v jižní a východní Evropě a v celém Rusku.

### Islám

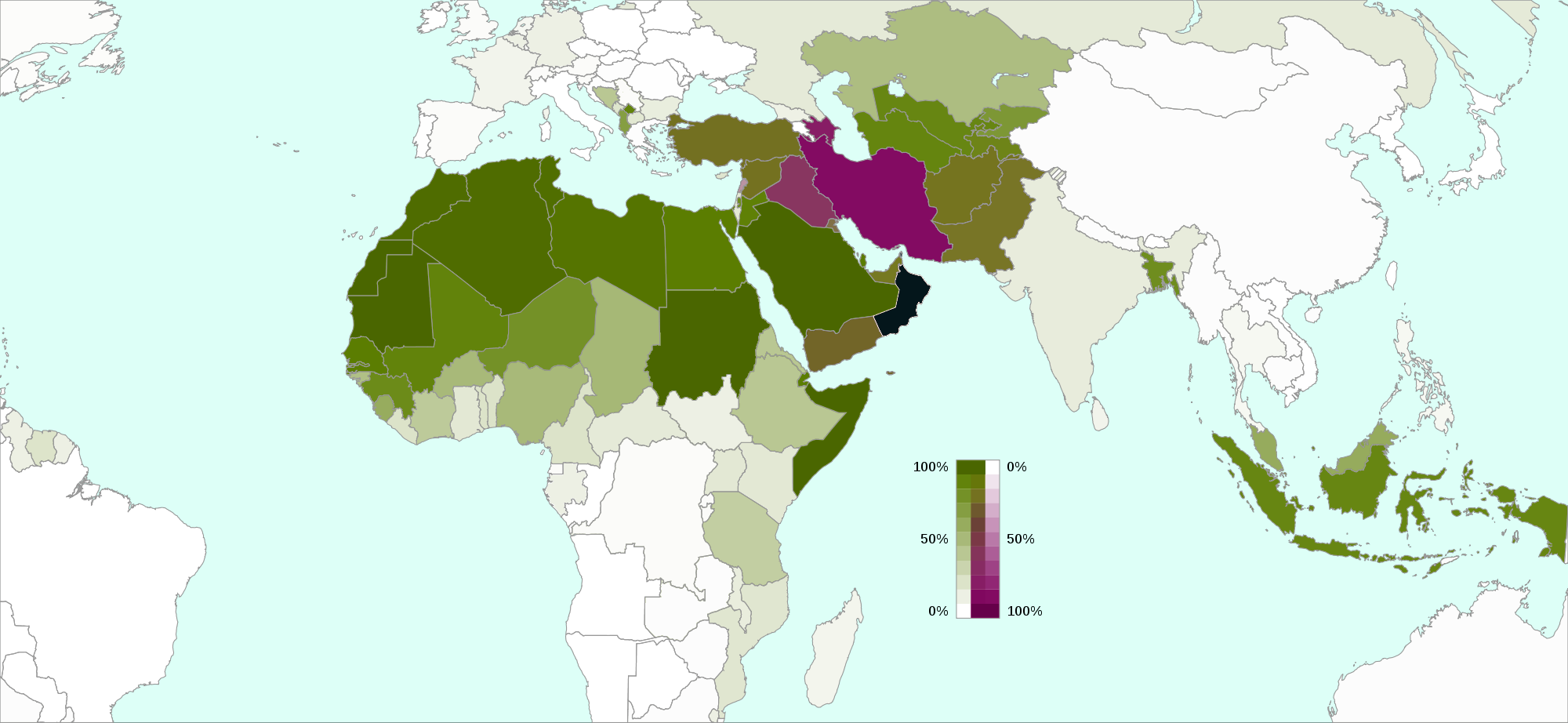
Islám - zelení sunnité, červení ší'ité

Islám, stejně jako křesťanství abrahámovské náboženství, vznikl na Arabském poloostrově, dnes je rozšířen s mezerami od Senegalu až po Malajsii, v Evropě v Albánii i jinde. V mnohých zemích je islám oficiálně či prakticky povinný. Na světě žije asi miliarda muslimů.

### Judaismus
Judaismus patří do stejné skupiny jako křesťanství a islám. Je to výhradně židovské náboženství, tedy má následníky v Izraeli a jinak různě po světě, kde žijí židovské menšiny. Spíše než početně je významný kulturně a historicky.

### Hinduismus
Hinduismus je náboženství čistě indické, kromě toho ho vyznává přibližně polovina obyvatel Srí Lanky. V Indii v podstatě jiné víry nejsou, pouze trochu islámu na severu země, u hranic s Pákistánem. Vzhledem k tomu, že v Indii žije miliarda lidí, je však i přes toto nepříliš plošné rozšíření hinduismus významné světové vyznání.

### Buddhismus
Buddhismus, rozsáhlý filosofický systém odvozený z nauk Buddhy Šákjamuniho, vyznávají lidé v Číně, Nepálu, Tibetu či jihovýchodní Asii. V současné době stále roste jeho popularita v Západním světě, ale tam je zatím významný spíše kulturně než početně.

### Jiná náboženství
Další víry již nejsou počtem vyznavačů důležité. Patří sem lokální víry jako taoismus, šintoismus, konfucianismus, voodoo, či zbytky starých náboženství – animismus, šamanismus apod.